# Wilhelm Maurer (Theologe)
Wilhelm Georg Karl Maurer (* 7. Mai 1900 in Kassel; † 30. Januar 1982 in Erlangen) war ein deutscher evangelischer Kirchenhistoriker.

## Leben
Maurer, ein Sohn des späteren Oberpostsekretärs Christian Conrad Maurer (1872–1948), wuchs in Melsungen auf. Das Abitur legte er 1918 am Realgymnasium Kassel ab und war danach sieben Monate als Militärkrankenwärter im Reservelazarett Marburg eingesetzt. Er studierte ab 1918 Evangelische Theologie in Marburg und Halle, vor allem bei Heinrich Hermelink, und bestand 1923 das erste theologische Staatsexamen. Es folgten parallel eine Promotion mit Tätigkeit als Hilsassisstent am theologischen Seminar in Marburg, der Dienst als Repetent an der dortigen Hessischen Stipendiatenanstalt, sowie Einsätze als Vikar und Hilfspfarrer in Marburger Gemeinden. 1926 wurde er zum Lic. theol. promoviert; 1928 folgte die Habilitation für Kirchengeschichte (beide Arbeiten wurden 1930 unter dem Titel Aufklärung, Idealismus und Restauration zusammen veröffentlicht). Neben der Arbeit als Privatdozent von 1928–1949 war er pfarramtlich tätig, seit 1926 in Michelbach, ab 1937 in Caldern. Diese Tätigkeiten wurden ab dem 24. September 1943 durch den Kriegsdienst im Zweiten Weltkrieg mit anschließender Kriegsgefangenschaft bis zum 24. Juni 1945 unterbrochen. Als Mitglied der Bekennenden Kirche war ihm eine ordentliche akademische Karriere lange verschlossen; erst 1949 wurde er in Marburg zum außerordentlichen Professor ernannt. Ebenfalls 1949 übernahm er das Amt des Propsts im Sprengel Oberhessen und Schmalkalden (mit Sitz in Marburg). 1951 folgte er dem Ruf auf den Lehrstuhl für Reformationsgeschichte an der Universität Erlangen, den er bis zu seiner Emeritierung im Jahr 1967 innehatte. In Erlangen war er mehrere Jahre Ephorus des Auslands- und Diaspora-Theologenheims des Martin-Luther-Bundes. Außerdem engagierte er sich im Vorstand des Leipziger Missionswerks.

## Werk
Während seiner Marburger Zeit bildete die hessische Kirchengeschichte Maurers Forschungsschwerpunkt. In Erlangen wandte er sich der Reformationsgeschichte zu und betonte die Verwurzelung Martin Luthers in der altkirchlichen Christologie. Philipp Melanchthon widmete er eine umfangreiche Biographie und sein Alterswerk, einen Kommentar zur Confessio Augustana. Einen weiteren Schwerpunkt bildeten Fragen des Kirchenrechts, insbesondere das Verhältnis des kirchlichen Amts zum allgemeinen Priestertum und die Fragen bischöflicher und synodaler Kirchenleitung. Als Fachberater für Reformationsgeschichte betreute er die 3. Auflage des Lexikons Die Religion in Geschichte und Gegenwart (1957–61). Zu seinen Schülern gehören u. a. Gerhard Müller, Ernst Wilhelm Kohls und Gottfried Seebaß.

## Ehrungen
- 1951: Ehrendoktorwürde der Theologischen Fakultät der Philipps-Universität Marburg
- 1968: Aufnahme als ordentliches Mitglied in die Bayerische Akademie der Wissenschaften
- 1970: Bayerischer Verdienstorden

## Schriften (Auswahl)
- Aufklärung, Idealismus und Restauration. Studien zur Kirchen- und Geistesgeschichte in besonderer Beziehung auf Kurhessen 1780–1850 (= Studien zur Geschichte des neueren Protestantismus. H. 14). 2 Bde. Teil 1: Der Ausgang der Aufklärung. Teil 2: Idealismus und Restauration. Töpelmann, Gießen 1930.
- mit Walter Stökl: August Vilmar und Wilhelm Löhe. Stauda, Kassel 1938.
- Gemeindezucht, Gemeindeamt, Konfirmation. Eine hessische Säkularerinnerung. Stauda, Kassel 1940.
- Kirche und Synagoge. Motive und Formen der Auseinandersetzung der Kirche mit dem Judentum im Laufe der Geschichte. Kohlhammer, Stuttgart 1953.
- Das synodale evangelische Bischofsamt seit 1918. Lutherisches Verlagshaus, Berlin 1955.
- Bekenntnisstand und Bekenntnisentwicklung in Hessen. Bertelsmann, Gütersloh 1955.
- Pfarrerrecht und Bekenntnis. Lutherisches Verlagshaus Renner, Berlin 1957.
- Melanchthon-Studien. Gütersloher Verlags-Haus G. Mohn, Gütersloh 1964.
- Der junge Melanchthon zwischen Humanismus und Reformation. Vandenhoeck & Ruprecht, Göttingen
  - Band 1: Der Humanist. 1967.
  - Band 2: Der Theologe. 1969.
- Kirche und Geschichte. Gesammelte Aufsätze. 2 Bände, hrsg. von Ernst Wilhelm Kohls und Gerhard Müller. 1970.
- Die Kirche und ihr Recht. Gesammelte Aufsätze zum evangelischen Kirchenrecht. Hrsg. vom Gerhard Müller und Gottfried Seebaß. 1976.
- Historischer Kommentar zur Confessio Augustana. Gütersloher Verlags-Haus, Gütersloh 1976–1978.
  - Historical commentary on the Augsburg Confession. Fortress Press, Philadelphia 1986.